# Копылова, Валентина Адамовна
Валентина Адамовна Копылова — советский хозяйственный и государственный деятель, лауреат Государственной премии СССР за выдающиеся достижения в труде.

## Биография
Родилась в 1932 году. Член КПСС.
В 1957—1987 годах — вязальщица Рижской ордена Трудового Красного Знамени чулочной фабрики «Аврора» Министерства лёгкой промышленности Латвийской ССР.
Лауреат Государственной премии Латвийской ССР (1977).
Выполнила с начала десятой пятилетки два пятилетних задания к 1979 году.
За значительное увеличение производства и улучшение качества товаров народного потребления была в составе коллектива удостоен Государственной премии СССР за выдающиеся достижения в труде 1979 года.
Делегат XXVI съезда КПСС.
Жила в Риге.

## Награды
- Орден Ленина (1981)
- Орден Трудового Красного Знамени